# Шульга Дмитро Олегович
Шульга Дмитро Олегович (нар. 4 жовтня 1990, м. Харків) — український лижник, біатлоніст. Майстер спорту України.

## Біографія
Дмитро Шульга народився 4 жовтня 1990 року в місті Харків. Інвалідність з дитинства по зору (з народження). Батько хлопця загинув у автомобільній катастрофі, коли Дмитрові було три роки. Через п'ять років у нього з'явився вітчим. У десять років хлопець почав займатися спортом. 2009 року успішно закінчив школу-інтернат № 12 для дітей з ослабленим зором м. Харкова. Того ж року поступив на І курс до Харківської зооветеринарної академії. Зараз займається лижними гонками та біатлоном в Харківському обласному центрі «Інваспорт».
Після зимової Паралімпіади у Ванкувері (Канада) спортсмен 1,5 роки лікувався і реабілітовувався після травми хребта.

## Спортивна кар'єра
Дмитро займається лижними гонками та біатлоном з 2001 року. Він є фіналістом кубку світу 2009 року з лижних гонок та біатлону м. Сьюсьоен (Норвегія), зайнявши 8 місце (біатлон, довга дистанція), та фіналістом чемпіонату світу 2009 року у м. Вуокатті (Фінляндія) — 8 місце з лижних гонок та біатлону. Дмитро Шульга має ІІ розряд із біатлону.
Брав участь у зимовій Паралімпіаді у Ванкувері (Канада) у складі Національної паралімпійської збірної України.
Тренери — Ворчак М. В., Казаков В. М.
На змаганнях у м. Вуокатті (Фінляндія) у січні 2014 року зайняв 5-е місце з біатлону (коротка дистанція 7,5 км).